# Achoerodus

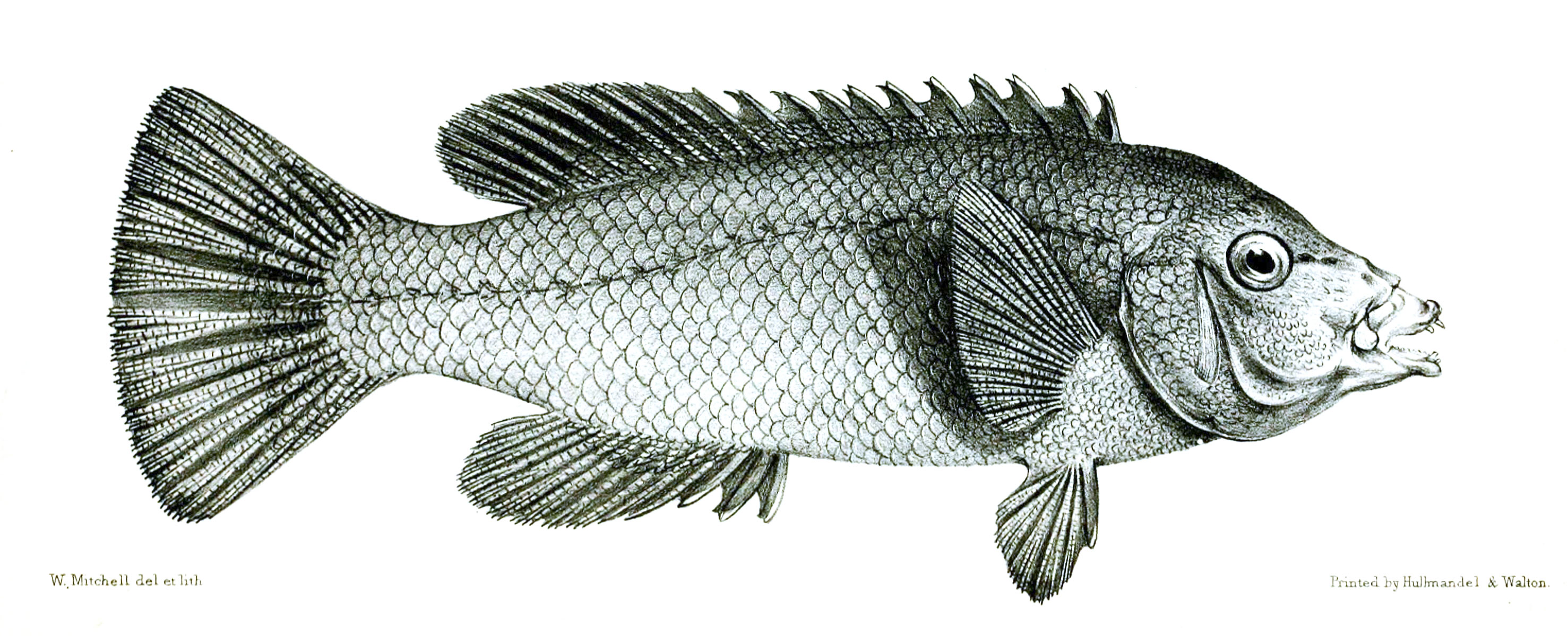
Achoerodus gouldii

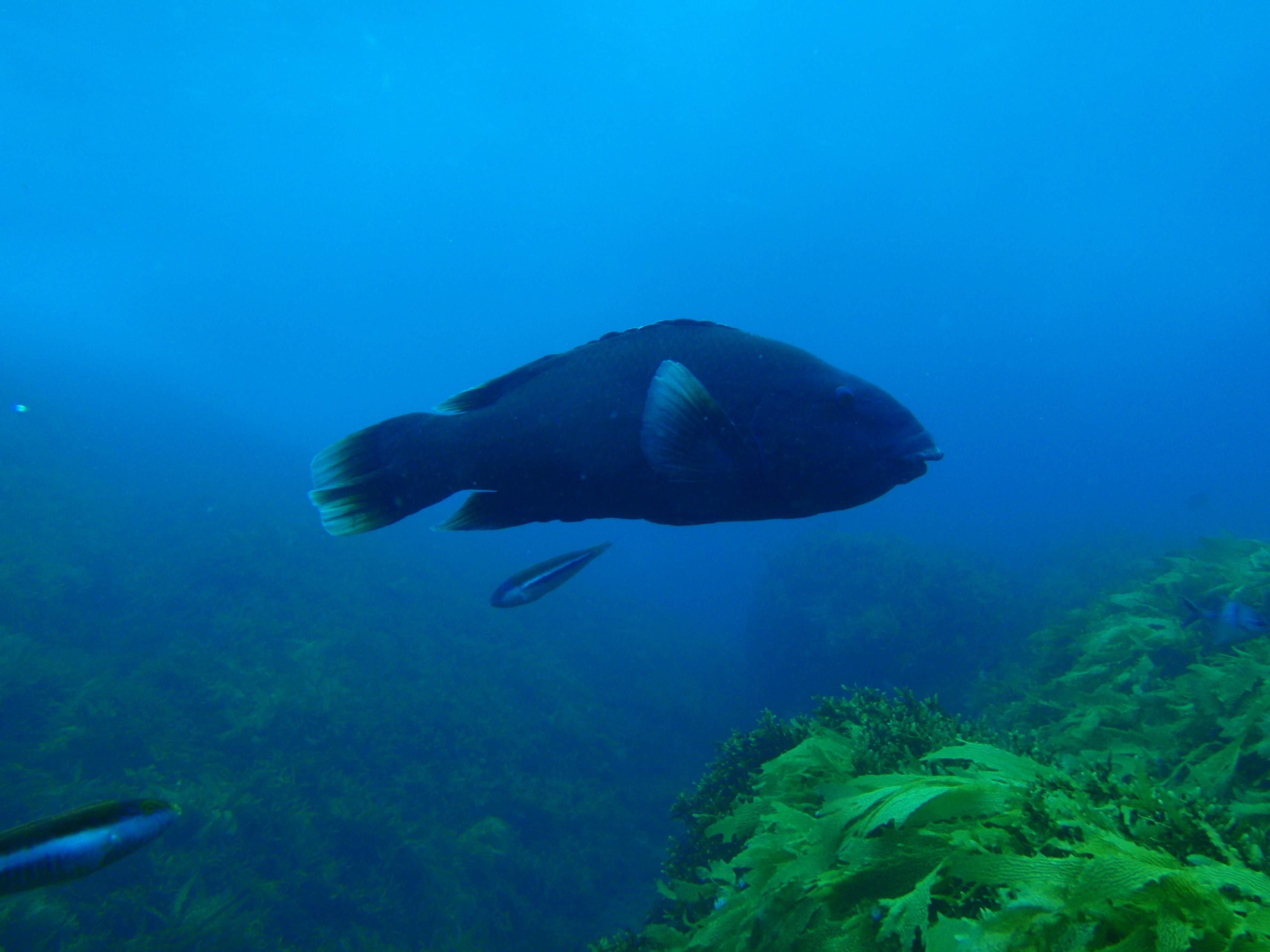
Esemplare maschile di A. gouldii

Achoerodus Gill, 1863 è un genere di pesci di acqua salata appartenenti alla famiglia Labridae.

## Distribuzione e habitat
Entrambe le specie provengono dalla costa sud dell'Australia, dove vivono soprattutto nelle zone con fondali rocciosi ricche di vegetazione acquatica.

## Descrizione
Questi pesci presentano un corpo abbastanza compresso lateralmente, di grandi dimensioni. Possono superare il metro e mezzo di lunghezza. La livrea varia dal grigio-blu scuro al marrone-verdastro.

## Biologia

### Alimentazione
La loro dieta è composta principalmente da invertebrati acquatici.

### Riproduzione
Sono ovipari e la fecondazione è esterna.

## Tassonomia
Questo genere comprende soltanto due specie:
- Achoerodus gouldii (Richardson, 1843)
- Achoerodus viridis (Steindachner, 1866)

## Conservazione
A. gouldii è classificato come "vulnerabile" (VU) dalla Lista rossa IUCN, perché viene pescato molto frequentemente, soprattutto durante la pesca sportiva. A. viridis è classificato come "prossimo alla minaccia" (NT) perché anche questo pesce è ricercato nella pesca sportiva, ma non quanto A. gouldii.